# Оксиениды
Оксиениды (лат. Oxyaenidae) — семейство вымерших млекопитающих из отряда креодонтов. Самые первые из известных креодонтов, появились в конце палеоцена в Северной Америке. Внешне были сходны с куницами и кошками — с длинным телом, длинным хвостом, короткими конечностями, относительно некрупной головой с короткой мордой. Ноги полустопоходящие, пятипалые, с сильными короткими расщеплёнными на конце когтями. Голова округлая, череп уплощённый, скуловые дуги широкие, нижняя челюсть относительно высокая. Зубная система характеризуется утратой третьего моляра, у поздних родов отмечена также редукция нижних резцов. Коренные зубы либо режущего характера (у настоящих оксиен), либо скорее дробящие (у палеониктин). Размеры обычно мелкие и средние — с домашнюю кошку, отдельные поздние представители достигали крупных и очень крупных размеров (с леопарда и даже очень крупного тигра).
Три подсемейства:
- Tytthaeninae — мелкие палеоценовые формы, единственный род Tytthaena известен из позднего палеоцена Вайоминга, описаны по кускам челюстей, от прочих родов отличаются строением коренных зубов.
- Oxyaeninae — основное подсемейство, собственно оксиены. По-видимому, активные хищники с режущими коренными зубами и подвижными конечностями (возможно, мелкие виды могли лазать по деревьям). 5 родов, из раннего — позднего эоцена Северной Америки, Европы и Внутренней Монголии.
  - Наиболее известен род Oxyaena (оксиена). Род был описан Э. Д. Коупом в 1874 году из раннего эоцена (уасач) Нью-Мексико. Это некрупное животное (весом от 3 до 20 кг). Внешне напоминала коротконогую кошку. Типовой вид — O. lupina, всего около 6 видов, известны не только из Северной Америки, но и из Европы и, вероятно Монголии (Гашато). Близкий род Dipsalidictes с 4 видами известен из позднего палеоцена — раннего эоцена Северной Америки. Строение конечностей этого мелкого (весом до 8 кг) животного показывает возможности большой подвижности — в отличие от оксиены дипсалидикт мог быть более древесным.
  - Патриофелис (Patriofelis) — последний и самый крупный из американских оксиенид. Длина черепа до 35 см — животное размером с леопарда или даже крупнее. Общая длина достигала почти 2 метров. Описан Лейди в 1870 году, типовой вид — P. ulta, но наиболее известен второй вид — P. ferox, описанный О. Ч. Маршем в 1872 году (как Limnocyon ferox). Лейди относил зверя к возможным предкам кошек (отсюда название — «отец-кошка» или «прародитель кошек»). В то же время, в конце XIX века патриофелиса считали полуводным хищником и часто изображали в виде гигантской выдры (так, например, он выглядит на картинах Ч. Найта). О. Марш и Дж. Вортман прочили патриофелиса в предки тюленей. В 1900 году Г. Ф. Осборн доказал, что оксиена и патриофелис были преимущественно наземными и даже, вероятно, лазали по деревьям. Патриофелис характерен для среднего эоцена (бриджерия) Вайоминга и Колорадо — знаменитой формации Грин-Ривер. Более древний род протопсалис с единственным видом Protopsalis tigrinus из раннего эоцена (уасача) Вайоминга близок к патриофелису.
  - Последним и самым крупным представителем оксиен был саркастодон (Sarkastodon) из поздних отложений среднего эоцена Внутренней Монголии (Ирдын-Манга). Длина его черепа превышала 50 см. Все представители данного подсемейства могли быть относительно активными хищниками, с учётом строения их коренных зубов. Они могли питаться любой подходящей по размеру живой добычей, хотя питание падалью также не исключено.
- Ambloctoninae или Palaeonictinae — палеониктины. Оксиениды с дробящими коренными зубами, что может отражать питание падалью (разгрызали кости). Появились в конце палеоцена, дожили до раннего эоцена. Наиболее известен род Palaeonictis, описанный де Бланвилем в 1842 году из раннего эоцена Франции. Вид Palaeonictis peloria из позднего палеоцена Вайоминга имел череп до 20 см длиной — крупнейший хищник своей экосистемы. Другие представители подсемейства — Dipsalodon из позднего палеоцена Вайоминга, Ambloctonus из раннего эоцена Нью-Мексико, Dormaalodon из раннего эоцена Франции — были существенно мельче. Интересно, что ранние авторы иногда относили палеониктиса к кошачьим и считали предком саблезубых кошек (из-за отдалённого сходства с нимравидами).

Все оксиениды вымерли в конце среднего эоцена, вероятно, в результате конкуренции с другими хищниками (возможно, с нимравидами и гиенодонтами).